# Leucippa
Leucippa is een geslacht van kreeftachtigen uit de klasse van de Malacostraca (hogere kreeftachtigen).

## Soort
- Leucippa pentagona H. Milne Edwards, 1834